# Schesqasghan
Schesqasghan (kasachisch Жезқазған/Jezqazğan; russisch Жезказган/Scheskasgan; bis 1994 Джезказган Dscheskasgan) ist eine Stadt in Zentralkasachstan am Kengir-Stausee, 1973–1997 und seit 2022 Gebietshauptstadt, bedeutendes Zentrum des Abbaus und der Verhüttung von Kupfer- und Manganerzen sowie mit Universität, Technischer Hochschule, Flughafen und Nahrungsmittelindustrie.

## Geografie
Schesqasghan liegt im Zentrum Kasachstans, südöstlich des Gebirges Ulutau und am nordwestlichen Rand der Hungersteppe. Die Stadt befindet sich im Grenzgebiet zwischen der Wüste und Halbwüste. Die wichtigsten Wasserressourcen um Schesqasghan sind der Kengir-Stausee (37 km²) am Fluss Kara-Kengir und der Schesdi-Stausee südlich der Stadt.
Die Tier- und Pflanzenwelt ist charakteristisch für Wüstenregionen. Vor allem wachsen hier Wermut, Kamillen, Federgras; die Fauna ist mit Hasen, Zieselmäusen, Springmäusen, Wölfen und Korsak-Füchsen vertreten, seltener sind Saiga und Kropfgazelle.

### Klima
Das Klima ist ausgeprägt kontinental und trocken. Die jährliche Niederschlagsmenge beträgt 208 Millimeter; der Temperaturdurchschnitt im Juli liegt bei +24 °C, im Januar bei −16,1 °C.

## Geschichte

### Sowjetunion

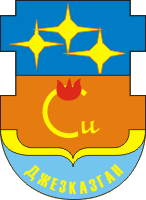
Das Wappen der Stadt in Sowjetzeiten

Die Stadt Schesqasghan wurde 1929 auf der Stelle des Aul Bekbolat gegründet. Seine Entstehung verdankt Scheskasgan vor allem den reichen Kupfervorkommen in seiner Umgebung. Für deren Erschließung wurde am Fluss Kengir ein großes Hüttenwerk gebaut, wodurch Schesqasghan später zu einem der größten Industriezentren Kasachstans aufstieg. Im November 1937 wurde Schesqasghan ans Eisenbahnnetz angeschlossen, und drei Jahre später gingen die ersten Turbinen des Kengir-Stausees in Betrieb.
Während der Stalinzeit existierte in Schesqasghan ein großes Straflager, dessen Insassen in den Kupferbergwerken Zwangsarbeit leisten mussten.
Am 20. Dezember 1954 wurden Schesqasghan die Stadtrechte verliehen. Am 20. März 1973 ernannte man Schesqasghan zur Hauptstadt des gleichnamigen Gebiets – des mit 313.400 km² damals größten in Kasachstan, aber mit nur 420.000 Einwohnern auch eines der bevölkerungsärmsten. In den nachfolgenden Jahren entstanden in Schesqasghan eine Trikotagenfabrik, ein Keramikwerk, das Kupferdrahtwerk, einige Betriebe der Nahrungsmittelherstellung und ein Betrieb zum Abbau von Edelmetallen.
Eine bedeutende Rolle im Leben der Stadt spielte schon immer ihre Nähe zum Kosmodrom Baikonur, von wo fast alle sowjetischen Weltallmissionen starteten. Auch heute hat das Kosmodrom seine überragende Bedeutung nicht verloren.

### Unabhängiges Kasachstan
Nach dem Zerfall der Sowjetunion hatte Schesqasghan mit vielen Schwierigkeiten zu kämpfen. Diese führten 1994 zur Übernahme des Schesqasghaner Hüttenwerks mit allen Kombinaten durch die deutsche Filiale der Firma Samsung sowie zur Schließung der Trikotagenfabrik. Der Flughafenbetrieb wurde stark reduziert. Stattdessen erbaute „Samsung-Deutschland“ in Schesqasghan 1997 die größte Klinik in Zentralasien und ein Business-Center. Ferner wurden von den religiösen Gemeinden der Stadt eine Moschee (1994) und die russisch-orthodoxe Kirche des Heiligen Andreas (2001) errichtet. Außerdem wurde 1995 ein protestantisches Gebetshaus eröffnet.
Im Jahre 1997 wurde das Territorium des Gebiets Schesqasghan im Zuge einer territorial-administrativen Reform in das Gebiet Qaraghandy eingegliedert. Hingegen wurde dem munizipalen Kreis der Stadt Schesqasghan die naheliegende Stadt Sätbajew (1956–1990 Nikolsk) unterstellt. Mit der Gründung des Gebiets Ulytau zum 8. Juni 2022 wurde Schesqasghan wieder zum Verwaltungssitz eines Gebietes.

## Bevölkerung
Die Stadt hatte im Jahre 2006 104.000 Einwohner (2006), davon ca. 55 % Kasachen, 30 % Russen, 15 % Ukrainer, Deutsche, Tschetschenen, Koreaner und andere.
Bei der Volkszählung 1999 hatte Schesqasghan 90.001 Einwohner. Die Volkszählung 2009 ergab für den Ort eine Einwohnerzahl von 86.227. Bei der letzten Volkszählung 2021 lebten 88.320 Menschen in Schesqasghan. Die Fortschreibung der Bevölkerungszahl ergab zum 1. Januar 2025 eine Einwohnerzahl von 89.651.
| Einwohnerentwicklung               | Einwohnerentwicklung | Einwohnerentwicklung | Einwohnerentwicklung | Einwohnerentwicklung | Einwohnerentwicklung | Einwohnerentwicklung | Einwohnerentwicklung |
| ---------------------------------- | -------------------- | -------------------- | -------------------- | -------------------- | -------------------- | -------------------- | -------------------- |
| 1939                               | 1959                 | 1970                 | 1979                 | 1989                 | 1999                 | 2009                 | 2021                 |
| 7.088                              | 32.442               | 62.495               | 89.403               | 108.821              | 90.001               | 86.227               | 88.320               |
| Anmerkung: Volkszählungsergebnisse |                      |                      |                      |                      |                      |                      |                      |

## Wirtschaft und Infrastruktur

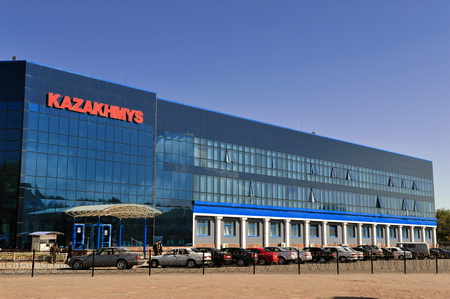
Kazakhmys-Zentrale (2008)

Die wirtschaftliche Grundlage von Schesqasghan ist die Kupferverhüttung. Hier arbeitet eines der größten Hüttenwerke der ehemaligen Sowjetunion. Um die Stadt herum, in den Ausläufern des Ulutau, wurden reiche Vorkommen von Kupfer, Mangan und neuerdings auch Eisen erschlossen, wobei auch der Goldabbau bedeutend ist, da die Kupfervorkommen des Schesqasghaner Gebiets reich an Goldadern sind. Im Kupferdrahtwerk wird das Metall weiterverarbeitet.
Dazu existieren in Schesqasghan milch- und fleischverarbeitende Kombinate, ein Werk zur Herstellung von Baumaterialien sowie einige industrielle Kleinbetriebe.
Das große Bergbauunternehmen Kazakhmys hat in der Stadt seinen Sitz.

## Verkehr
In Schesqasghan gibt es einen Bahnhof, der sich am Ende der Abzweigung aus Scharyq von der Qaraghandy-Tschu-Strecke befindet, sowie einen Regionalflughafen mit Flugverbindungen nach Astana, Almaty, Qaraghandy und Balchasch. Durch die Stadt verläuft die Fernstraße A17, die in Qysylorda ihren Anfang hat und nach Pawlodar führt. In Schesqasghan beginnt die A16, die die Stadt mit der nordkasachischen Stadt Petropawlowsk verbindet.

## Bildung und Kultur

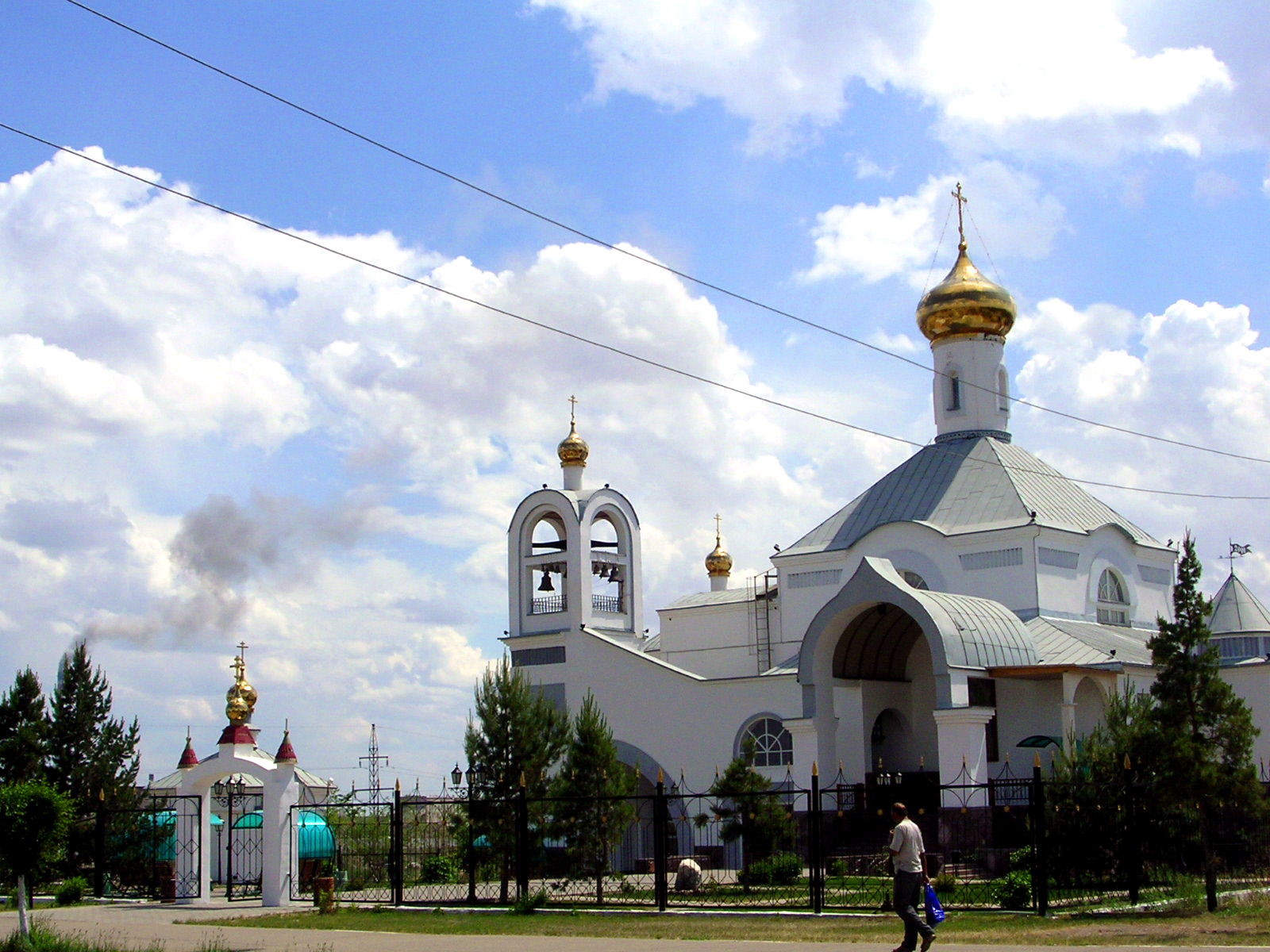
Die russisch-orthodoxe St. Andreaskirche

Schesqasghan ist eine Universitätsstadt mit einem regen Kulturleben. In der Stadt sind ansässig das Koshamkulowtheater und das Gebietstheater, nationale Kulturgemeinschaften der Russen („Berjoska“), Deutschen („Wiedergeburt“), Tschetschenen („Wainach“) und Juden („Sochnut“) sowie zwei Museen. Zu den Schwerpunkten der Universität von Schesqasghan zählen Geologie und Geschichte. Außerdem besteht die Möglichkeit, an der pädagogischen Hochschule oder am Bautechnikum zu studieren.
Religiöse Gemeinden der Stadt unterhalten mehrere Gotteshäuser. Darunter sind zwei russisch-orthodoxe Kirchen (St. Andreaskirche und die St. Mariakirche) und eine Moschee. Eine weitere Moschee ist im Bau. Die Gemeinde der Protestanten unterhält ihr Gebetshaus, und die Zeugen Jehovas einen Königreichssaal.

## Sehenswürdigkeiten

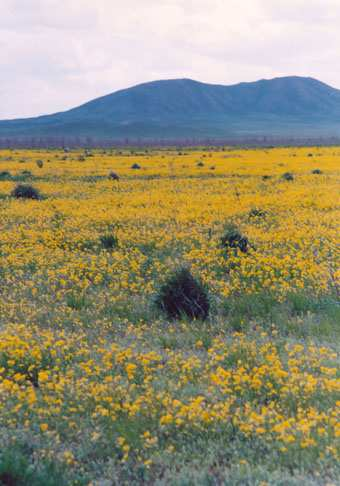
Tal im Gebirge Ulutau

Die Hauptsehenswürdigkeiten der Schesqasghaner Region liegen etwas außerhalb der Stadt. In ihrer Umgebung liegen einige der bedeutendsten Mausoleen der kasachischen und mongolischen Khane des Mittelalters und der frühen Neuzeit. Dazu zählen beispielsweise die Mausoleen des Dschötschis und Schusden.
Viele Menschen lockt die Natur der Ulutau-Berge, die als Wiege des kasachischen Staates gelten, da von hier aus im 15. Jahrhundert Schanibek und Girej das Kasachische Khanat proklamiert haben. Der Ulutau ist äußerst vielfältig; es gibt dort grüne Wiesen mit reichen Blumenwiesen, Birkenhaine, Steppen- und Bergflüsse, Seen und daneben marsianisch anmutende Landschaften mit karger Flora, bewohnt von Skorpionen und Giftschlangen. Außerdem befinden sich in diesem Gebiet sehr viele Denkmäler und Grabsteine der Nomaden aus verschiedenen Epochen.
Zu den Sehenswürdigkeiten der Stadt selbst kann man Gebäude aus den 50er Jahren zählen wie das Koshamkulow-Theater oder die Zentrale von Kasachmys (ehemaliger Sitz des Gebietskomitees der Kommunistischen Partei). Interessant ist auch der Sejfulin-Boulevard (ehemals Boulevard der Kosmonauten), wo jeder Kosmonaut, der nach der Landung vom Kosmodrom Baikonur zurückkam, einen Baum pflanzte. Im Sinne der kosmischen Tradition der Stadt wurde auch die Stele „Kosmos“ errichtet. Weitere monumentale Denkmäler erinnern an die Stadtgründer, den Stadtvater Satpajew und den Zweiten Weltkrieg.
Schesqasghan besitzt zahlreiche Parkanlagen mit Denkmälern, Cafés und Attraktionen, z. B. die Parks „40 Jahre des Sieges“, „Naurys“ und „Shastar“. Einkaufsmöglichkeiten bieten die zwei Basars der Stadt.
Etwa 400 Kilometer südwestlich von Schesqasghan befindet sich der Weltraumbahnhof Baikonur.

## Söhne und Töchter der Stadt
- Oleg Bryjak (1960–2015), deutscher Opernsänger
- Oleg Jankowski (1944–2009), russischer Schauspieler
- Alexander Petuchow (* 1985), kasachischer Fußballtorwart
- Witali Sawin (* 1966), ehemaliger kasachischer Sprinter und Olympiasieger